# Felix Gras

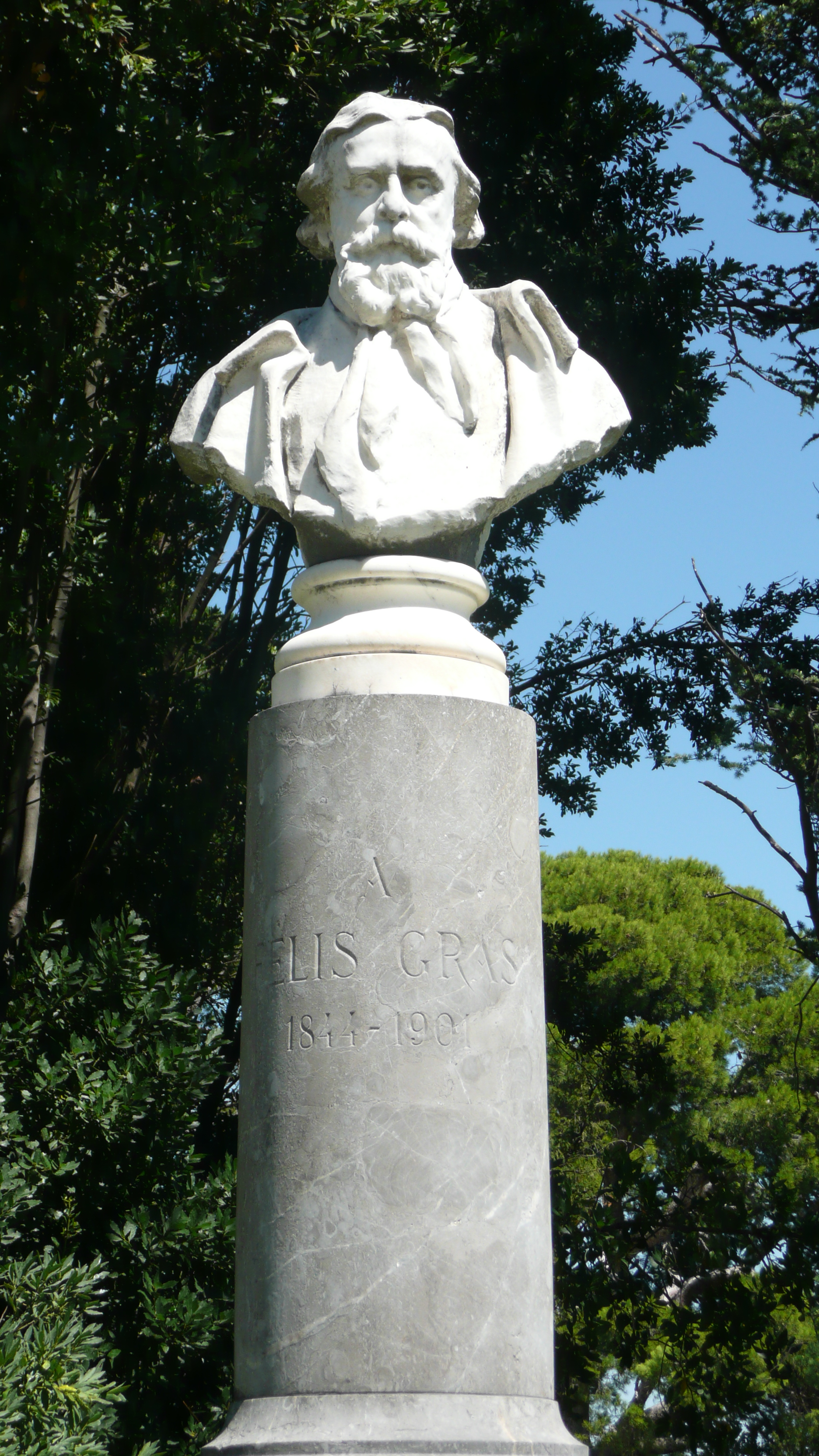
Statuia scriitorului Félix Gras din Avignon

Félix Gras (n. 3 mai 1844 - d. 4 martie 1901) a fost un poet și romancier provensal, exponent al mișcării felibrilor.
În scrierile sale, Felix Gras a fost inspirat de viața populară și de tradițiile istorice ale Provenței.

## Scrieri
- 1876: Carbonarii (" Li carbonié"), poem epic
- 1880: Toloza, poem epic
- 1887: Canțonier provensal ("Lou roumancero provençau"), poem epic
- 1892: Catehismul bunului felibru ("Lou catechisme dóu bon felibre"), unde sunt expuse idealurile grupului felibrilor
- 1896: Trandafirii amiezii ("Li rouge dóu miejour"), roman.